# Website do Vaticano
O website do Vaticano é um repositório de informações (documentos oficiais da Santa Sé) criado pela irmã franciscana Judith Zoebelein e um pequeno grupo de técnicos do Vaticano apoiados pelo Papa João Paulo II.
A primeira publicação consistia de uma página web que continha um único documento: a Mensagem de Natal de 1995 de autoria do Papa.

## Recursos
É utilizado não somente por fiéis, mas também por amantes da arte, historiadores e turistas, devido à variedade de recursos:
- Vídeos de restaurações artísticas
- Visitas virtuais (com fotografias em 360 graus)
  - Museus Vaticanos
  - Basílica de São Pedro
  - Outras instituições culturais do Vaticano
- Motor de busca sob o conjunto de documentos oficiais da Igreja, incluindo escritos dos Papas, o Catecismo e os santos[2]
- Apresenta um espaço especial, para assinalar o aniversário da morte do Papa João Paulo II. Conta-se com uma cronologia do pontificado (1978-2005) daquele papa, um arquivo fotográfico e de vídeo, suas viagens, seus documentos e sua presença nas Jornadas Mundiais da Juventude.

Em 2007 estava sendo trabalhado um segundo website, destinado a reunir os fiéis em trabalhos colaborativos. O projeto conta com notícias atualizadas e personalizadas, programas de e-learning (ensino a distância), e áreas específicas para famílias, jovens e paróquias. 

## Estatísticas
- Tão logo o site fora lançado em 1995, quatro mil e-mails foram recebidos em poucos dias e centenas de milhares de visitas foram realizadas.
- Durante o período entre a morte de João Paulo II e conclave que elegeu seu sucessor estima-se que o website do Vaticano recebeu cerca de 50 milhões de hits (ou visitantes) por dia, de pessoas do mundo inteiro que procuravam informações oficiais.[3]
- Com um máximo de dez milhões de visitantes por dia, http://www.vatican.va é considearado um dos website mais visitados do mundo.[4]
- Em 2003, 180.000 e-mails foram enviados ao Papa João Paulo II no 25º aniversário de sua eleição como chefe da Igreja Católica Apostólica Romana.[4]

## Dados adicionais
- Já foi indicado pelo menos uma vez para o prestigiado Webby Awards.[2]
- É hospedado em três servidores nomeados "Michael", "Gabriel", e "Raphael" (nomes dos três arcanjos presentes na Fé Católica). Estes nomes foram escolhidos devido à palavra anjo literalmente significando "mensageiro" e por aquelas máquinas serem as três principais ferramentas de alcance do Vaticano no cyberspace.[3]
- A sala de servidores está localizada dentro do Palácio Apostólico, quatro pisos abaixo dos aposentos privados do Papa.[4]
- Desde seu lançamento em 1995 até 2007 o site do Vaticano nunca sofreu ataques por vírus